# Philippe Quentin
Philippe Quentin (Quantin) (ok. 1600-1636) – francuski malarz czynny także we Włoszech, reprezentant kierunku italianizującego (łącząc wpływy Caravaggionistów, malarzy weneckich (gł. Bassanów) oraz Carla Saraceniego); we Francji działał głównie w Dijon i okolicach (Burgundia); jest autorem dekoracji malarskiej kilku niewielkich obiektów sakralnych oraz kompozycji o charakterze religijnym.
Ważniejsze dzieła:
- Pokłon Pasterzy;
- Obrzezanie Chrystusa;
- dekoracja malarska kaplicy pałacu biskupiego w Langres;
- dekoracja malarska kaplicy w katedrze w Langres.